# Witalij Chomutynnik
Witalij Jurijowycz Chomutynnik, ukr. Віталій Юрійович Хомутиннік (ur. 4 sierpnia 1976 w Makiejewce) – ukraiński polityk, poseł do Rady Najwyższej.

## Życiorys
W 2000 ukończył studia w Donieckiej Państwowej Akademii Zarządzania. Kształcił się również w Narodowej Akademii Prawniczej Ukrainy im. Jarosława Mądrego. W latach 90. zajął się działalnością w biznesie, od 1998 do 2002 był również radnym w rodzinnej miejscowości. Zaangażował się w działalność polityczną w ramach Partii Regionów. W 2002 jako kandydat współtworzonej przez PR koalicji Za Jedyną Ukrainę uzyskał mandat poselski w jednym z okręgów obwodu donieckiego. W 2003 został przewodniczącym ukraińskiego zrzeszenia organizacji młodzieżowych, a także liderem młodzieżówki Partii Regionów. Z listy tego ugrupowania trzykrotnie uzyskiwał reelekcję do ukraińskiego parlamentu (2006, 2007, 2012). W 2014, w trakcie wydarzeń Euromajdanu, wystąpił z frakcji PR, po czym został współprzewodniczącym założonej przez Anatolija Kinacha grupy deputowanych Rozwój Ekonomiczny, która dołączyła do parlamentarnej większości wspierającej nowy rząd Arsenija Jaceniuka. W tym samym roku po raz kolejny został wybrany do Rady Najwyższej, kandydując jako niezależny w jednomandatowym okręgu w obwodzie charkowskim. W parlamencie VIII kadencji objął kierownictwo reaktywowanej grupy poselskiej Rozwój Ekonomiczny.

## Odznaczenia
- Order „Za zasługi” II klasy[3]
- Order „Za zasługi” III klasy[1]